# Miss Van
Miss Van (* 1973 in Toulouse, Frankreich als Vanessa Alice) ist eine französische Graffiti-Künstlerin.

## Leben
Sie begann in den frühern 1990er Jahren in Toulouse gemeinsam mit Mademoiselle Kat Graffitis zu malen und wurde bekannt für ihre charakteristischen „Poupées“ (Puppen) oder auch "dolls". Später verlegte sie ihren Schwerpunkt von der Straße in Galerieräume, was sich auch in der stilistischen Entwicklung ihrer Kunst zeigt.
Derzeit lebt sie in Barcelona, hat einige Bücher beim Verlag Drage veröffentlicht und europaweit ihre Kunst ausgestellt. Bis heute gehört sie zu den weltweit bekanntesten weiblichen Streetartists.

## Künstlerisches Werk

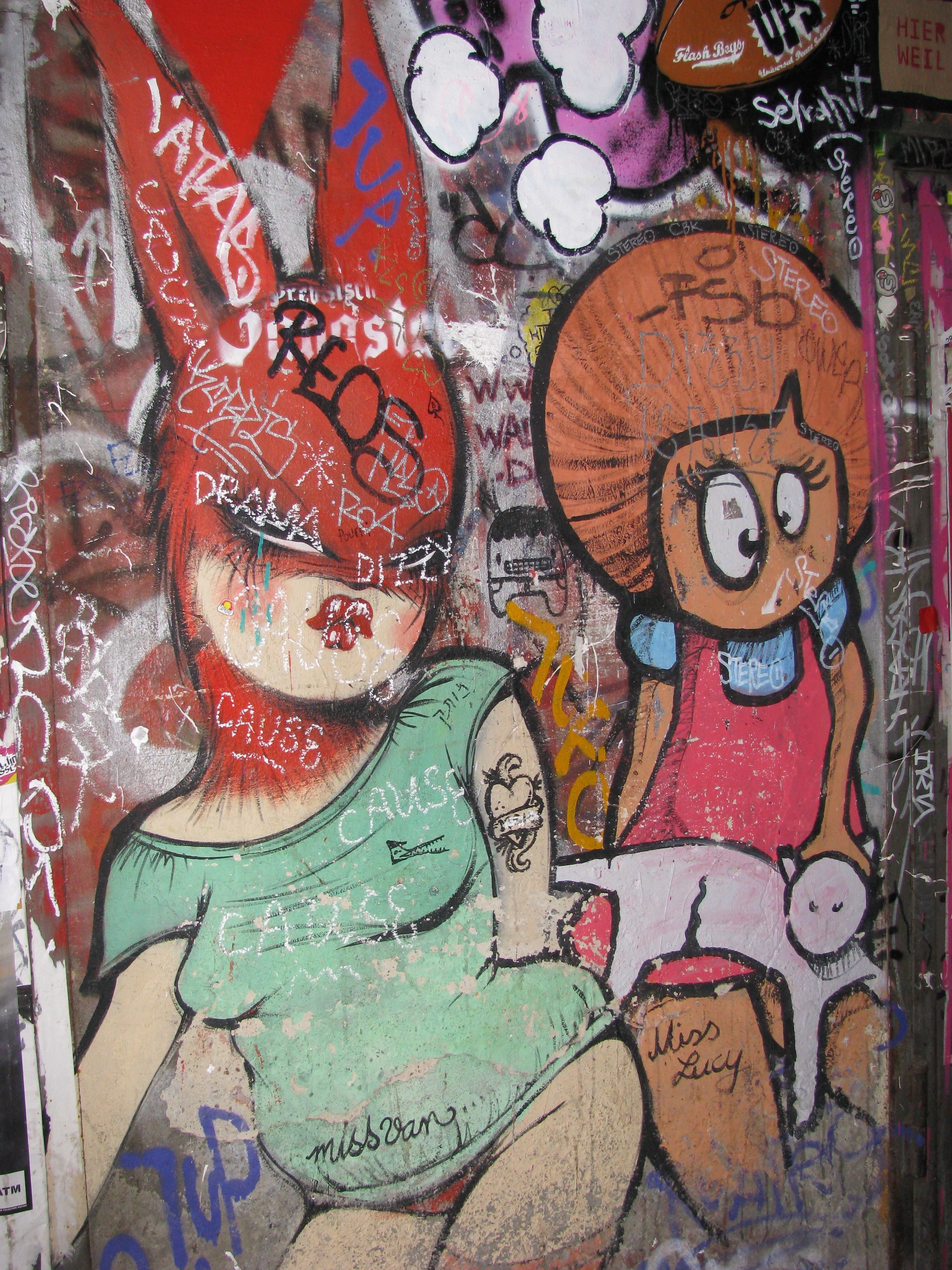
Miss Van mit El Bocho's Little Lucy, Berlin 2009

In ihren Arbeiten zeigt Miss Van typischerweise Frauen mit mandelförmigen Augen, die eine Vielzahl weiblicher Formen haben. Häufige Themen in ihrem Werk sind Erotik, Sexualität, Verlangen und Unschuld, dargestellt durch Tiermasken, Pastellfarben und aufreizende Kleidung. Ihre Werke illustrieren eine cartoonhafte, traumähnliche Welt der weiblicher Sexualität. Im Laufe der Zeit hat sich die Stilistik der Figuren verändert, was ihre künstlerische und persönliche Entwicklung widerspiegelt.
Zwischen 2008 und 2016 stellte Miss Van ihre Arbeiten in privaten Galerien in Shanghai, London, Rom, Berlin, Paris und Wien aus. In den USA hatte sie Ausstellungen in Detroit, Santa Monica, Los Angeles, Chicago und New York.
Im Jahr 2016 hatte Miss Van ihre erste institutionelle Ausstellung im Centro de Arte Contemporáneo de Málaga in Spanien mit dem Titel „For The Wind in My Hair“. Die Ausstellung zeigte 39 Gemälde auf Leinwand. Artnet News bezeichnete die Ausstellung als „interessanten Diskurs zwischen der Welt der bildenden Kunst und der Streetart“.

## Kritische Rezeption
Ihr Werk stößt auch auf einige negative Reaktionen von Feministinnen, insbesondere wegen der Darstellung von Frauen. Sie sieht ihre Arbeit aber vorerst als Kritik an der kommerziellen Kunstwelt: „Painting on walls was a way to show that I was boycotting the conventional art world.“
Dennoch werden ihre Darstellungen von Sexualität und Weiblichkeit als kraftvolle Ablehnung männlicher Vorherrschaft und der von Männern dominierten Kunstwelt angesehen. Ihr Werk wird auch dafür geschätzt, Frauen in den Mittelpunkt zu stellen und die Repräsentation von Frauen in der Streetart zu erhöhen. Darüber hinaus steht die Darstellung voller weiblicher Körper in Miss Vans Arbeiten für Body positivity.

## Publikationen

### Bücher
- Wild at Heart (2012), Drago
- Twinkles (2011) Drago

### Bücher mit Beteiligung von Miss Van
- Pop Surrealism: What a Wonderfool World (2010) Drago
- Dorothy Circus Gallery Trilogy: Walk on the Wild Side (2013) Drago

## Ausstellungen (Auswahl)
- 1999: Galerie Diloy, Toulouse
- 2001: Notting Hill Art Club, London
- 2002: Mama Gallery, Rotterdam
- 2003: Galerie Magda Danysz, Paris
- 2005: Don’t Be Shy, Jonathan LeVine Gallery, New York
- 2005: Toma Dame, Iguapop Gallery, Barcelona
- 2008: Still a Little Magic 2, Fifty24SF, San Francisco
- 2008: Canto Negro y Brujerias, Merry Karnowsky Gallery, Berlin
- 2009: Lovestain, StolenSpace Gallery, London
- 2010: Twinkles, Galerie Magda Danysz, Paris
- 2010: Twinkles, Magda Danysz Gallery, Shanghai
- 2010: Cachetes Colorados, Fifty24MX, Mexico DF
- 2010: She-Wolves, Merry Karnowsky Gallery, Los Angeles
- 2011: Muses, Inoperable Gallery, Wien
- 2011: Bailarinas, Jonathan LeVine Gallery, New York
- 2012: Wild At Heart, Dorothy Circus Gallery, Rom
- 2013: Room For Cream, Soze Gallery, Los Angeles
- 2014: Glamorous Darkness, StolenSpace Gallery, London
- 2016: El Viento En Mi Pelo, CAC Málaga, Málaga
- 2017: Flor De Piel, Victor Lope Gallery, Barcelona
- 2018: Convulsive Beauty “Then & Now”, Weinstein Gallery, San Francisco
- 2021: Pale Moonlight Muses, Dorothy Circus Gallery, London
- 2023: La Belle Époque, KPPROJECTS, Los Angeles
- 2024: CREATURAS, Dorothy Circus Gallery, Rom